# Olesia Kuroczkina
Olesia Kuroczkina (ros. Олеся Анатольевна Курочкина, ur. 6 września 1983 w Moskwie) – rosyjska piłkarka grająca na pozycji napastnika, zawodniczka permskiej Zwiezdy-2005 i reprezentacji Rosji, uczestniczka Mistrzostw Europy w Piłce Nożnej Kobiet 2009 (zdobywczyni bramki w meczu przeciwko Anglii).